# Stor-Laver
Stor-Laver är en sjö i Älvsbyns kommun i Norrbotten och ingår i Piteälvens huvudavrinningsområde. Sjön har en area på 2,95 kvadratkilometer och ligger 264,8 meter över havet. Sjön avvattnas av vattendraget Vistbäcken (Laverbäcken).

## Delavrinningsområde
Stor-Laver ingår i det delavrinningsområde (730030-170260) som SMHI kallar för Utloppet av Stor-Laver. Medelhöjden är 337 meter över havet och ytan är 42,28 kvadratkilometer. Det finns inga avrinningsområden uppströms utan avrinningsområdet är högsta punkten. Vistbäcken (Laverbäcken) som avvattnar avrinningsområdet har biflödesordning 3, vilket innebär att vattnet flödar genom totalt 3 vattendrag innan det når havet efter 113 kilometer. Avrinningsområdet består mestadels av skog (75 procent) och sankmarker (12 procent). Avrinningsområdet har 2,95 kvadratkilometer vattenytor vilket ger det en sjöprocent på 7 procent.